# Buck Mulligan
Malachi "Buck" Mulligan é um personagem do romance Ulisses de James Joyce. Ao mesmo tempo que é complexo e insensível, Mulligan é um falstafiano estudante de medicina  que ofende a mãe de Stephen Dedalus ao se referir a essa como "beastly dead." Posteriormente, Mulligan é retratado como herói ao salvar um homem que estava a se afogar. Aparece com maior destaque no primeiro episódio (Telêmaco ), e é o personagem da primeira frase do livro:
Stately, plump Buck Mulligan came from the stairhead, bearing a bowl of lather on which a mirror and a razor lay crossed.
Para criar Mulligan, Joyce se baseou em Oliver St. John Gogarty, com quem o autor conviveu um breve período em um Martello tower em Sandycove, República da Irlanda.